# Room 8
Room 8 (укр. Кімната 8, Рум 8) (1947—1968) — кіт, який заліз у шкільний клас в 1952 році на Єлисейських Висотах (Елізіан Хайтс) початкової школи в Ехо-парк, Каліфорнія. Він жив у школі протягом навчального року, а потім зник на літо, повернувшись, коли заняття почалися знову. Це тривало без перерви аж до середини 1960-х років.
Новинарі навідувались у школу на початку року, чекаючи повернення кота. Він став знаменитим і отримував до 100 листів на день, адресованих йому в школі. Зрештою, його показали у документальному фільмі Велика кішка, маленька кішка і дитяча книга (Big Cat, Little Cat and a children's book), Кіт названий Кімната 8 (A Cat Called Room 8). Журнал Лук (Look) надрукував три сторінки з Room 8 знімків фотографа Річард Гьюітт у листопаді 1962 року, під назвою "Room 8: The School Cat". Лео Коттке написав інструментальну композицію під назвою "Room 8", яка була включена в його альбом 1971 року, Mudlark.
Постарівши, Room 8 був поранений у чварі і страждав від котячої пневмонії, тому сім'я біля школи погодилася прийняти його. 
Його некролог в Лос-Анджелес Таймс містив три колонки з фотографією. Студенти зібрали гроші на його надгробок. Він похований у Лос-Анджелеському Тваринному Меморіальному Парку в місті Калабасас, штат Каліфорнія.
Початкова школа Елізіан Хайтс має фреску на зовнішній стороні школи з зображенням Рум 8. Сліди Рум 8 увічнені в цементі на тротуарі біля школи.
У 1972 році, притулок для кішок було засновано і названо The Room 8 Memorial Foundation. [Архівовано 17 січня 2013 у Wayback Machine.].

## Подальше читання
- A Cat Called Room 8, Virginia Finley and Beverly Mason, illustrated by Valerie Martin, G. P. Putnam's Sons, 1966, ISBN 0-399-60085-X, LCCN 66-14332.

## Зовнішні посилання
- Room 8's page on the Elysian Heights Elementary School website [Архівовано 9 березня 2018 у Wayback Machine.]
- Purr 'n' Fur: Room 8, the Californian School Cat [Архівовано 29 грудня 2017 у Wayback Machine.]